# Ilybius subaeneus

Ilybius subaeneus  (лат.) — вид жесткокрылых семейства плавунцов.

## Описание
Жук длиной 10-11,5 мм. Боковые лопасти заднегруди не более чем вдвое длиннее своей ширины. Верх с сильным бронзовым блеском.

## Экология
Живут в стоячих водоёмах.

## Распространение
Встречается в Европе, Сибири, Кыргызстане, Монголии и Северной Америке.